# Marc Terjung
Marc Terjung (* 10. Februar 1966 in Köln) ist ein deutscher Drehbuchautor. Einem breiten Publikum wurde er vor allem durch die Anwaltsserien Edel & Starck sowie Danni Lowinski bekannt.

## Leben
Marc Terjung wuchs im belgischen Eupen auf und absolvierte dort am Collège Patronné sein Abitur. 1997 begann er seine Autorenarbeit mit mehreren Fernsehfilmen und Zweiteilern, bis er 2002 anfing Drehbücher für Fernsehserien der privaten Sender Sat.1 und RTL zu schreiben, darunter drei Anwaltsserien. Seine größten Erfolge sind Edel & Starck sowie Danni Lowinski, die mit mehreren Deutschen Fernseh- und Comedypreisen ausgezeichnet wurden. Terjung arbeitet meist mit der Produktionsfirma Phoenix Film zusammen.
Mitte Januar 2011 wurde bekannt, dass Marc Terjung nicht mehr als Head-Autor für Danni Lowinski zur Verfügung stehe. Er schrieb nur zwei Folgen zur zweiten Staffel, war aber weiterhin als Autor für die Serie tätig. Die anderen Folgen übernahmen Benedikt Gollhardt als neuer Head-Autor, Michel Birbaek, Adrienne Bortoli und Sarah Augstein.

## Filmografie
- 1997: Blutige Scheidung
- 1998: Die Friseuse und der Millionär
- 1999: Operation Phoenix – Jäger zwischen den Welten
- 1999–2001: S.O.S. Barracuda
- 2001: Kalte Berührung (Hässliche Vaterliebe... und ihre Lippen schweigen)
- 2002–2005: Edel & Starck
- 2006: Die Anwälte
- 2006–2007: Allein unter Bauern
- 2007: Meine schöne Bescherung
- 2009–2014: Danni Lowinski
- 2010: Bollywood lässt Alpen glühen
- 2010: SOKO Leipzig[4]
- 2011: Entführt – In fremder Gewalt
- 2012: Mutter muss weg
- 2012: Der Klügere zieht aus (Drehbuch zusammen mit David Ungureit)
- 2014–2015: Josephine Klick – Allein unter Cops
- 2019: Der Sommer nach dem Abitur (Fernsehfilm)
- 2021: Zum Glück zurück
- 2022: Lehrer kann jeder! (Fernsehfilm)

## Auszeichnungen
- 2002: Deutscher Fernsehpreis als Ensemblemitglied von Edel & Starck (Beste Serie)
- 2003: Nominierung für den Adolf-Grimme-Preis als Ensemblemitglied von Edel & Starck
- 2010: Deutscher Fernsehpreis als Ensemblemitglied von Danni Lowinski (Beste Serie)
- 2010: Deutscher Comedypreis als Ensemblemitglied von Danni Lowinski (Beste Comedyserie)